# 应星楼

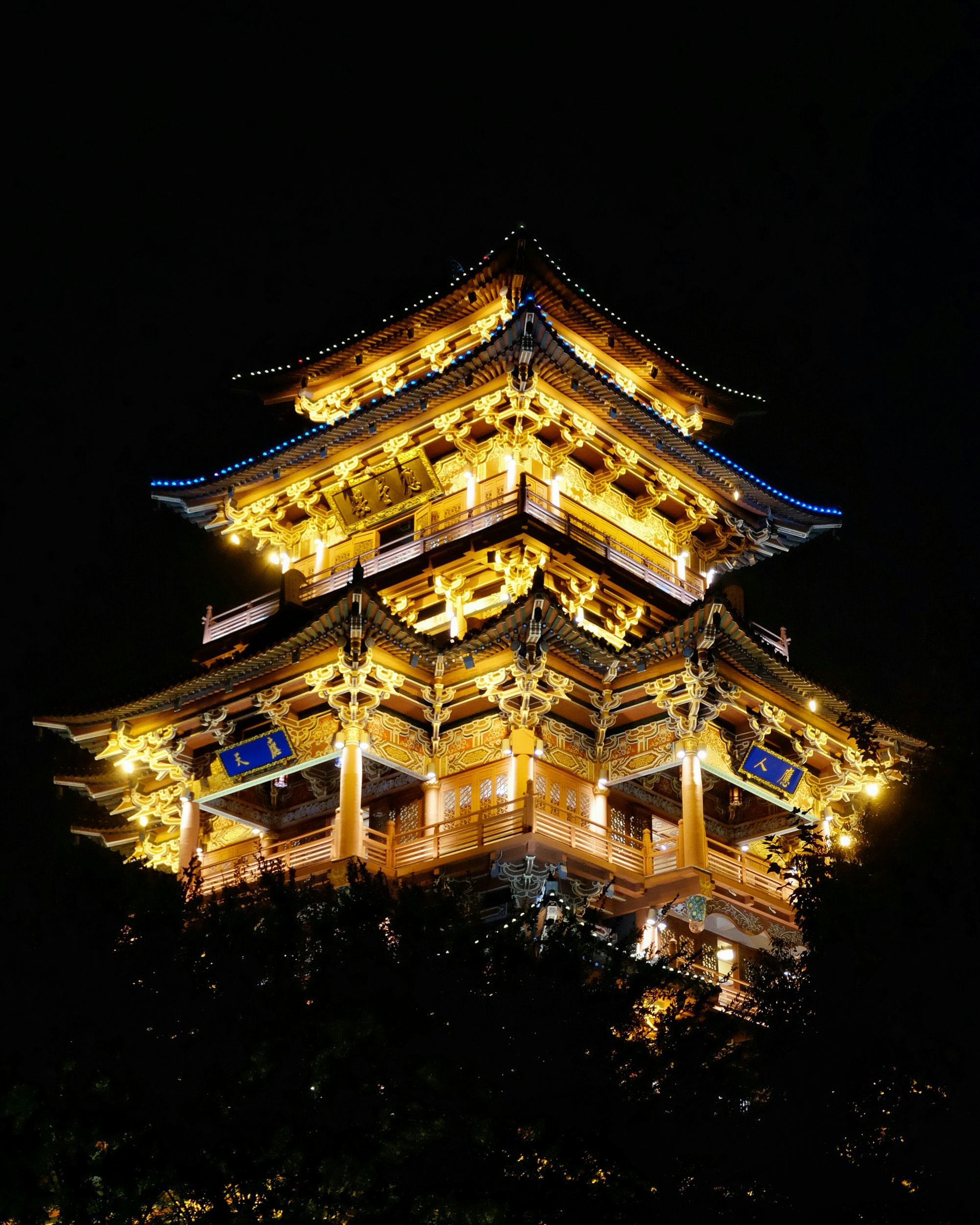
应星楼夜景

应星楼，是位于浙江省丽水市瓯江边的一座楼，已有八百多年历史。历经多次毁坏和重建，现在的应星楼为2009年政府在原址以南150米处重建之楼。

## 历史
北宋嘉佑年间，处州郡守崔公愈于城市南部应星桥附近建造防洪石堤，在桥边立屋，被认为是应星楼前身。之后遭遇多次水患，楼宇破败不堪，南宋开禧三年（1207年）七月初一，郡守寺丞王庭芝重建此楼，命名为应星楼。之后应星楼又遭毁灭，清朝光绪二十七年（1901年）郡守赵亮熙就遗址筹款重建，经历宣统三年（1911年）、1912年和1923年三次大水，再次摇摇欲坠。1924年后，曾任处州军政分府民政部长孙寿芝和丽水县自治委员谭骐发起重修，称为应星阁。之后于1944年被侵华日军焚毁。现在的应星楼为2009年丽水政府在原址以南150米处重建而成。

## 结构
重建的应星楼高45.9米，共九层，面积达2480平方米。内建有邀月堂、应星堂、怡翠亭和听涛轩等建筑，呈现出细致柔丽的南宋建筑风格。到夜晚时会有灯光衬托。